# Flavio Cotti

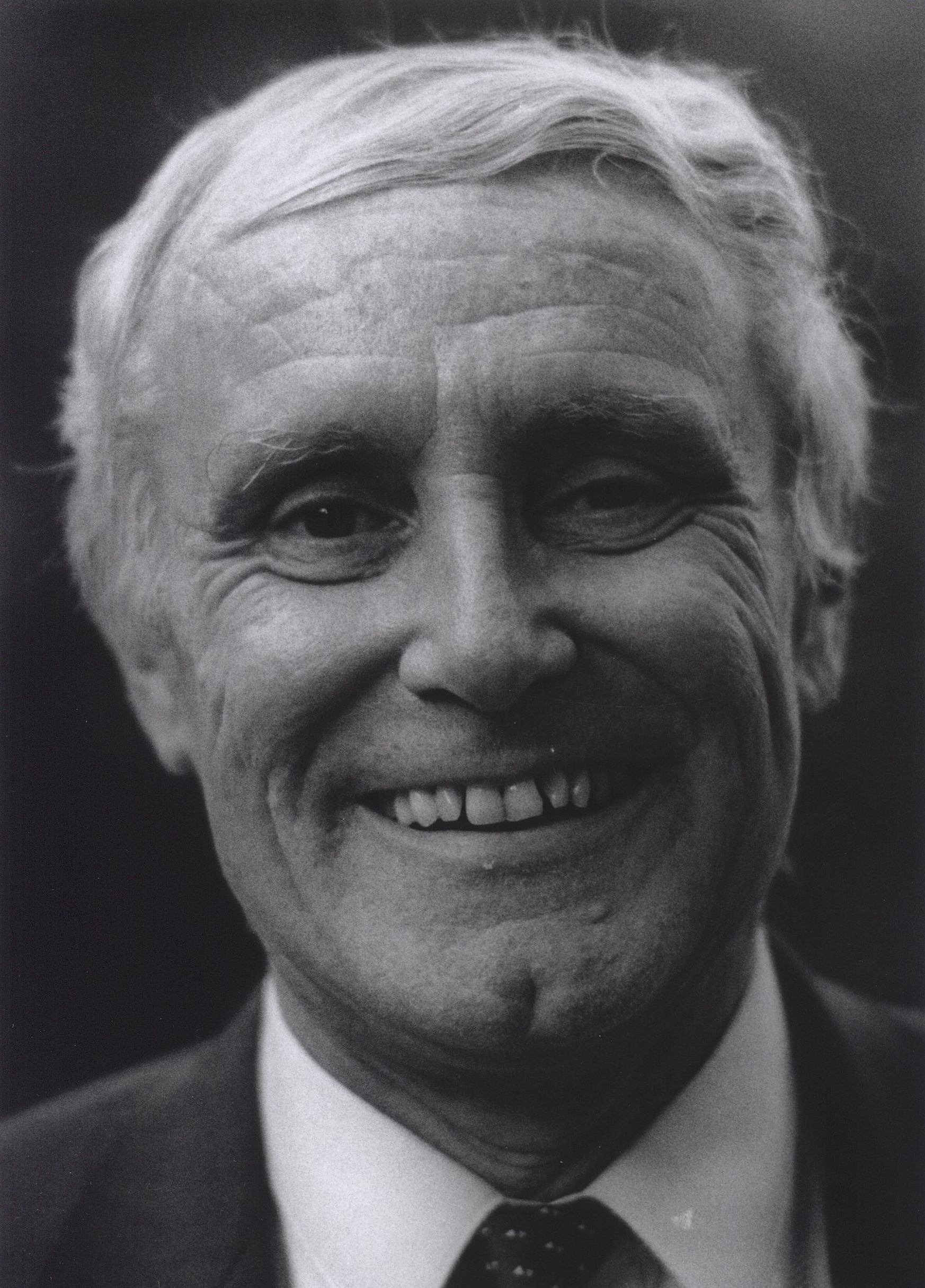

Flavio Cotti (Muralto, 18 oktober 1939 – Locarno, 16 december 2020) was een Zwitsers politicus. Cotti was lid van de Christendemocratische Volkspartij (CVP).
Cotti studeerde aan een Benedictijner gymnasium en studeerde daarna rechten aan de Universiteit van Fribourg. In 1962 opende hij een advocaten- en notariskantoor in Locarno.
Flavio Cotti trad toe tot de Christendemocratische Volkspartij van het kanton Ticino (Tessin) en van 1967 tot 1975 was Cotti lid van de Grote Raad (parlement) van het kanton. In 1975 werd hij minister van Economie en Justitie van Ticino. Van 1981 tot 1984 was hij voorzitter van de CVP van Ticino en van 1984 tot 1986 van de landelijke CVP. In 1983 werd hij in de Nationale Raad van Zwitserland (volksvergadering) gekozen en van 10 december 1986 tot 30 april 1999 was hij lid van de Zwitserse Bondsraad. Tijdens zijn ambtsperiode beheerde hij de volgende departementen: Binnenlandse Zaken (1987-1993) en Buitenlandse Zaken (1994-1999).
In 1991 en in 1998 was hij bondspresident van Zwitserland. In december 2020 overleed Cotti op 81-jarige leeftijd.